# وینچنزو دلا پیترا
وینچنزو دلا پیترا (انگلیسی: Vincenzo Della Pietra؛ زادهٔ ۲۲ ژوئن ۲۰۰۲) بازیکن فوتبال است.